# Peder Pedersen (wielrenner)
Peder Pedersen (Otterup, 3 november 1945 - 9 januari 2015) was een Deens wielrenner. 
Pedersen won tijdens de Olympische Zomerspelen 1968 samen met zijn ploeggenoten de gouden medaille op de ploegenachtervolging, Pedersen kwam alleen in de series uit. Pedersen werd in 1974 wereldkampioen op de sprint bij de beroepsrenners.

## Resultaten
| Jaar | WK           | Olympische Zomerspelen                     |
| ---- | ------------ | ------------------------------------------ |
| 1964 |              | herkansingen sprint                        |
| 1968 |              | ploegenachtervolging · herkansingen sprint |
| 1969 | sprint       |                                            |
| 1970 | sprint       |                                            |
| 1971 | 1km tijdrit  |                                            |
| 1972 |              | herkansingen sprint                        |
| 1974 | sprint profs |                                            |
| 1975 | sprint profs |                                            |